# Symphony for Improvisers
Symphony for Improvisers è un album in studio del musicista jazz statunitense Don Cherry, pubblicato nel 1966.

## Tracce
1. Symphony for Improvisers: Symphony for Improvisers/Nu Creative Love/What's Not Serious?/Infant Happiness – 19:43
2. Manhattan Cry: Manhattan Cry/Lunatic/Sparkle Plenty/Om Nu – 19:17

## Formazione
- Don Cherry – cornetta
- Leandro "Gato" Barbieri – sassofono tenore
- Pharoah Sanders – sassofono tenore, ottavino
- Karl Berger – vibrafono, piano
- Henry Grimes – basso
- Jean-François Jenny-Clark – basso
- Edward Blackwell – batteria